# کلارا بیندی
کلارا بیندی (ایتالیایی: Clara Bindi؛ زادهٔ ۱ نوامبر ۱۹۲۷ - ۲۴ فوریۀ ۲۰۲۲) بازیگر اهل ایتالیا بود.
از فیلم‌ها یا برنامه‌های تلویزیونی که وی در آن نقش داشته‌است، می‌توان به شب زفاف، بار دوم فراموش نمی‌شود، نقاب شیطان، توتو تارزان و شوهران در شهر اشاره کرد.